# Pseudosphex polybia
Pseudosphex polybia är en fjärilsart som beskrevs av William James Kaye 1911. Pseudosphex polybia ingår i släktet Pseudosphex och familjen björnspinnare. Inga underarter finns listade.